# 下都賀郡

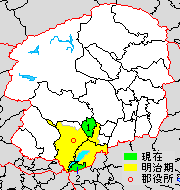
栃木県下都賀郡の範囲（1.壬生町 2.野木町 水色：後に他郡から編入した区域）

下都賀郡（しもつがぐん）は、栃木県の郡。
人口62,704人、面積91.33km²、人口密度687人/km²。（2025年2月1日、推計人口）
以下の2町を含む。
- 壬生町（みぶまち）
- 野木町（のぎまち）

## 郡域
上記の2町のほか、1878年（明治11年）に行政区画として発足した当時の郡域は、現在の行政区画では概ね以下の区域に相当する。
- 栃木市（西方町金崎、西方町金井、西方町本城、西方町元、西方町本郷、西方町真名子を除く）
- 小山市
- 下野市（笹原、小金井、柴以西）

下野市の自治医大駅周辺の住居表示実施地区の境界は不詳。

## 歴史

### 郡発足までの沿革
- 「旧高旧領取調帳」に記載されている、明治初年時点での、都賀郡のうち後の当郡域の支配は以下の通り。幕府領は真岡代官所が管轄。●は村内に寺社領が存在。（7町1宿272村）

| 知行         | 知行                           | 村数     | 村名 |
| ------------ | ------------------------------ | -------- | --- |
| 幕府領       | 幕府領                         | 1宿 14村 | 桶田村、七ツ石村新田、壬生町新田（壬生城下のうち）、前原村（現下野市）、石橋宿、大町村、喜沢村、柴村、荒井村、向原新田、簗村新田（上簗村・下簗村のうち）、●乙女村、横倉新田、東黒田新田、西黒田新田、●山田村（現栃木市）、●大谷田村 |
| 幕府領       | 旗本領                         | 87村     | 沼和田村、平柳村、小平柳村、松沼村、高谷村、大宮村、寄居村、久保田村、●大内川村、荒川村、島田村、黒本村、田村、川連村、土与村、牛久村、仲仕上村、泉川村、風野村、宮村、仲方村、大森村、犬塚村（現小山市）、梓村、大久保村、星野村、細堀村、木野地村、臼久保村、大橋村、深沢村、●大柿村、国府村、富張村、上田村、上大領村、下古山村、三拝河岸村、泉崎村、●稲葉郷、土塔村、犬塚村（現栃木市）、中久喜村、鉢形村、下茅橋村、向野村、福良村、下福良村、中河原村、上簗村、下簗村、●中高椅村、上高椅村、中島村、延島村、船戸村、篠原村、横倉村、下国府塚村、今里村、●立木村、大行寺村、石上村、塩沢村、西水代村、上泉村、下泉村、押切村、豊後新田、古橋村、沖ノ島村、茂呂宿村、五十畑村、白岩村、中ノ島村、小池村、沼尻村、川沼新田、御門村、只木村、高取新田、中居村、幡張村、赤塚村（現栃木市）、底谷村、●小曽戸村、小室村 |
| 幕府領       | 幕府領・旗本領                 | 14村     | 片柳村、大杉新田、川原田村、安塚村、下大領村、中大領村、上台村、半田村、雨ヶ谷村、下高椅村、延島新田、田間村、塚崎村、藤岡村 |
| 藩領         | 下総古河藩                     | 2町 51村 | 上高島村、下高島村、○鍋山村、●本野木町、新野木町、●野渡村、丸林村、中谷新田、若林村、赤塚村（現野木町）、佐川野村、川田村、潤島村、飯田村（現小山市南飯田）、飯田新田、友沼村、●下生井村、新波村、下初田村、小林村（現小山市）、大川島村、水掛村、鯉ヶ島村、東水代村、兵庫新田、鷲巣村、石川新田、帯刀新田、前原村（現栃木市）、鐙新田、蛭沼村、富吉村、中根村、緑川村、大田和村、羽抜村、新井村（現栃木市藤岡町甲）、富士山新田、●駒場村、高沙村、西高沙村、篠山村、鎌立村、赤渋村、横堤村、恵下野村、下宮村、西浦村、三谷村、上岡村、下岡村、小野寺村、正雲寺村 |
| 藩領         | 下野壬生藩                     | 26村     | 小宅村、下皆川村、家中村、大塚村、癸生村、惣社村、柳原新田、七ツ石村、上稲葉村、下稲葉村、福和田村、国谷村、国谷新田、助谷村、箕輪村、橋本村、藤井村、細谷村、長田新田、飯塚新田、川中子村、国分村、泉新田、武井村、野田村（現小山市）、萩島村 |
| 藩領         | 下総関宿藩                     | 10村     | 北武井村、樋ノ口村、西新井村、千駄塚村、上初田村、間中村、立花村、三蔵新田、飯塚村、田名網村 |
| 藩領         | 下野宇都宮藩                   | 2町 1村  | ●小山町、間々田町、西赤間村 |
| 藩領         | 下総佐倉藩                     | 4村      | 上府所村、●小金井村、笹原新田、大前村 |
| 藩領         | 下野足利藩                     | 1町 3村  | ●栃木町、●栃木城内村、深津村、白桑田村 |
| 藩領         | 常陸下妻藩                     | 4村      | 和久井村、紫村、上石塚村、渋井村 |
| 藩領         | 武蔵金沢藩                     | 4村      | 岩出村、志鳥村、小野口村、●皆川城内村 |
| 藩領         | 対馬府中藩                     | 3村      | ●出流村、下仙波村、小屋村 |
| 藩領         | 下総結城藩                     | 2村      | 神鳥谷村、粟ノ宮村 |
| 藩領         | 出羽久保田藩                   | 2村      | 山田村、上萱橋村 |
| 藩領         | 上野館林藩                     | 1町 1村  | ●富田村、●葛生町 |
| 藩領         | 下野吹上藩                     | 1村      | 吹上村 |
| 藩領         | 下野喜連川藩                   | 1村      | 嘉右衛門新田 |
| 藩領         | 下野高徳藩                     | 1村      | 白鳥村 |
| 藩領         | 壬生藩・館林藩                 | 1村      | 大皆川村 |
| 藩領         | 壬生藩・佐倉藩                 | 2村      | 升塚村、下石橋村 |
| 藩領         | 宇都宮藩・厳原藩               | 1村      | 牧村 |
| 藩領         | 古河藩・結城藩                 | 1村      | 野中村 |
| 藩領         | 古河藩・佐倉藩                 | 1村      | 東赤間村 |
| 藩領         | 吹上藩・金沢藩                 | 1村      | ●梅沢村 |
| 藩領         | 足利藩・関宿藩                 | 1村      | 新井村（現栃木市大平町新） |
| 藩領         | 佐倉藩・下妻藩                 | 1村      | 羽生田村 |
| 幕府領・藩領 | 幕府領・壬生藩                 | 1町      | 壬生通町（壬生城下のうち）、壬生表町（壬生城下のうち） |
| 幕府領・藩領 | 幕府領・喜連川藩               | 2村      | 中泉村、小林村（現壬生町） |
| 幕府領・藩領 | 幕府領・久保田藩               | 1村      | 飯田村（現小山市） |
| 幕府領・藩領 | 幕府領・旗本領・関宿藩         | 2村      | 野田村（現栃木市）、部屋村 |
| 幕府領・藩領 | 幕府領・旗本領・佐倉藩         | 1村      | 宮田村 |
| 幕府領・藩領 | 幕府領・旗本領・下妻藩         | 1村      | 千手村 |
| 幕府領・藩領 | 幕府領・旗本領・下妻藩・足利藩 | 1村      | 藤田村 |
| 幕府領・藩領 | 旗本領・関宿藩                 | 6村      | 真弓村、○横堀村、柏倉村、合戦場村、戸恒村、曲ノ島村 |
| 幕府領・藩領 | 旗本領・古河藩                 | 5村      | 箱森村、今泉村、東新井村、原宿村、上国府塚村 |
| 幕府領・藩領 | 旗本領・壬生藩                 | 4村      | 薗部村、大光寺村、上古山村、下石塚村 |
| 幕府領・藩領 | 旗本領・喜連川藩               | 2村      | 岡村、平川村 |
| 幕府領・藩領 | 旗本領・佐倉藩                 | 1村      | 太田村 |
| 幕府領・藩領 | 旗本領・下野大田原藩           | 1村      | ●小薬村 |
| 幕府領・藩領 | 旗本領・下妻藩                 | 2村      | 蔵井村、出井村 |
| 幕府領・藩領 | 旗本領・金沢藩                 | 1村      | 尻内村 |
| 幕府領・藩領 | 旗本領・厳原藩                 | 1村      | 上仙波村 |
| 幕府領・藩領 | 旗本領・古河藩・喜連川藩       | 1村      | ●木村 |
| 幕府領・藩領 | 旗本領・下妻藩・佐倉藩         | 1村      | 平井村 |
| 幕府領・藩領 | 旗本領・下妻藩・関宿藩         | 1村      | 卒島村 |

- 慶応4年
  - 6月4日（1868年7月23日） - 佐賀藩士の鍋島道太郎が真岡知県事に就任。幕府領・旗本領を管轄。
  - 8月 - 日光奉行が管轄する日光領を収公。
- 明治2年
  - 2月15日（1869年3月27日） - 真岡知県事が日光県に改称。
  - 6月23日（1869年7月31日） - 金沢藩が任知藩事にともない六浦藩に改称。
  - 8月7日（1869年9月12日） - 府中藩が任知藩事にともない厳原藩に改称。
- 明治初年（7町1宿270村）
  - 領地替えにともない、旗本領の一部（上泉村、下泉村、押切村）が古河藩の、足利藩領・館林藩領・厳原藩領が真岡知県事の管轄となる。
  - 雨ヶ谷新田が起立。
  - 船戸村・篠原村が合併して田川村となる。
  - 七ツ石村新田が七ツ石村に編入。
  - 国谷新田が国谷村に編入。
- 明治3年
  - 3月19日（1870年4月19日） - 高徳藩が転封となり、領地を日光県に編入。
  - 7月17日（1870年8月13日） - 喜連川藩が廃藩となり、領地を日光県に編入。
- 明治4年
  - 1月13日（1871年3月3日） - 久保田藩が秋田藩に改称。
  - 7月14日（1871年8月29日） - 廃藩置県により藩領が古河県、壬生県、関宿県、宇都宮県、佐倉県、下妻県、六浦県、結城県、秋田県、吹上県、大田原県の管轄となる。それにともない壬生城下が壬生町に改称。
  - 11月14日（1871年12月25日） - 第1次府県統合により全域が栃木県の管轄となる。
- 1872年（明治5年）（6町1宿269村）
  - 本野木町・新野木町が合併して野木町となる。
  - 三蔵新田が蛭沼村に編入。
- 1873年（明治6年）（6町2宿268村）
  - 大町村が羽川宿に改称。
  - 中谷新田が中谷村に改称。
- 1874年（明治7年）（6町2宿260村）
  - 高沙村・西高沙村・篠山村・鎌立村・赤渋村・横堤村が合併して内野村となる。
  - 西新井村・東新井村が合併して新井村（現栃木市新井町）となる。
  - 下福良村が福良村に、上府所村が武子村にそれぞれ編入。
- 1875年（明治8年） - 嘉右衛門新田が嘉右衛門町に改称。（7町2宿259村）
- 1876年（明治9年）（7町2宿222村）
  - 4月 - 上仙波村、下仙波村、小曽戸村、小室村が安蘇郡に移管。
  - 6月 - 富士山新田・茂呂新田が茂呂村に編入。
  - 9月 - 御門村・羽抜村・茂呂村・駒場村が合併して静村となる。
  - 安蘇郡畳岡村、古江村、下津原村、新里村が当郡に移管。
  - 葛生町、西浦村、牧村が安蘇郡に移管。
  - 小屋村・田名網村・正雲寺村が合併して安蘇郡豊代村となり、郡より離脱。
  - 大谷田村・沼尻村・川沼新田・中居村・幡張村が合併して都賀村となる。
  - 大内川村・岡村が合併して大本村となる。
  - 犬塚村（現栃木市）・千手村が合併して千塚村となる。
  - 下茅橋村・上茅橋村が合併して萱橋村となる。
  - 上簗村・下簗村が合併して簗村となる。
  - 中高椅村・上高椅村・下高椅村が合併して高椅村となる。
  - 豊後新田・新井村（現栃木市大平町新）が合併して新村となる。
  - 古橋村・沖ノ島村・赤塚村（現栃木市）が合併して三和村となる。
  - 茂呂宿村・中ノ島村が合併して和泉村となる。
  - 水掛村・鯉ヶ島村が合併して静戸村となる。
  - 兵庫新田・戸恒村が合併して伯仲村となる。
  - 桶田村が小宅村に、白岩村・立花村が山田村（現栃木市）に、小池村・飯塚村が大前村に、高取新田が只木村に、鐙新田が前原村（現栃木市）に、癸生村が大塚村に、和久井村が金井村にそれぞれ編入。
  - 富張村が菅原新田の一部（後の上都賀郡域の村）を編入。
  - 藤岡村が底谷村を編入して藤岡町に改称。
  - 長田新田が下長田村に改称。
- 1877年（明治10年）（7町2宿220村）
  - 只木村・新井村（現栃木市藤岡町甲）が合併して甲村となる。
  - 紫村が国分村に編入。
  - 飯田新田が平和村に、東水代村が榎本村にそれぞれ改称。

### 郡発足後の沿革
- 1878年（明治11年）11月8日 - 郡区町村編制法の栃木県での施行により、都賀郡のうち7町2宿220村の区域に行政区画としての下都賀郡が発足。栃木町に「下都賀寒川郡役所」が設置され、寒川郡とともに管轄。
- 1879年（明治12年）（7町2宿219村）
  - 西赤間村・東赤間村が合併して赤麻村となる。
  - 2ヶ所ずつ存在した小林村、野田村、前原村、飯田村、山田村がそれぞれ南小林村（現小山市）、北小林村（現壬生町）、東野田村（現小山市）、西野田村（現栃木市）、東前原村（現下野市）、西前原村（現栃木市）、南飯田村（現小山市南飯田）、北飯田村（現小山市北飯田）、東山田村（現小山市）、西山田村（現栃木市）に改称。
  - 半田村、赤塚村（現野木町）が上都賀郡に同名の村があることから南半田村、南赤塚村に改称。
  - 泉新田が南和泉村に改称。

- 1889年（明治22年）

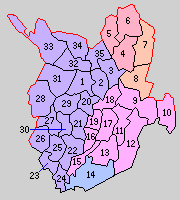
1.栃木町 2.大宮村 3.国府村 4.壬生町 5.稲葉村 6.南犬飼村 7.姿村 8.国分寺村 9.桑村 10.絹村 11.小山町 12.大谷村 13.間々田村 14.野木村 15.生井村 16.寒川村 17.穂積村 18.豊田村 19.中村 20.瑞穂村 21.水代村 22.部屋村 23.藤岡町 24.谷中村 25.赤麻村 26.三鴨村 27.岩舟村 28.小野寺村 29.富山村 30.静和村 31.皆川村 32.吹上村 33.寺尾村 34.赤津村 35.家中村 （紫：栃木市 桃：小山市 橙：下野市 赤：壬生町 青：合併なし）

  - 3月12日 - 寒川郡を編入。（7町2宿231村）
  - 4月1日 - 町村制の施行により、以下の町村が発足。★は旧寒川郡。（4町31村）
    - 栃木町 ← 栃木町、片柳村、薗部村、箱森村、大杉新田、小平柳村、嘉右衛門町、栃木城内村、沼和田村、風野村、平井村および平柳村の一部（現栃木市）
    - 大宮村 ← 今泉村、大宮村、藤田村、宮田村、仲仕上村、樋ノ口村、高谷村、久保田村および平柳村の一部（現栃木市）
    - 国府村 ← 惣社村、大塚村、柳原新田、大光寺村、田村、寄居村、国府村（現栃木市）
    - 壬生町 ← 壬生町、藤井村（現壬生町）
    - 稲葉村 ← 上稲葉村、下稲葉村、七ツ石村、羽生田村、福和田村（現壬生町）
    - 南犬飼村 ← 安塚村、北小林村、国谷村、助谷村、中泉村、上田村（現壬生町）
    - 姿村 ← 石橋宿、下石橋村、東前原村、上大領村、中大領村、下大領村、橋本村、細谷村、上台村、下長田村、上古山村、下古山村（現下野市）
    - 国分寺村 ← 小金井村、柴村、川中子村、国分村、箕輪村、笹原新田（現下野市）
    - 桑村 ← 羽川宿、荒井村、鉢形村、東山田村、北飯田村、萱橋村、向野村、出井村、喜沢村、三拝川岸村、南半田村、飯塚新田（現小山市）
    - 絹村 ← 高椅村、福良村、中島村、中河原村、梁村、延島村、延島新田、田川村（現小山市）
    - 小山町 ← 小山町、稲葉郷、神鳥谷村（現小山市）
    - 大谷村 ← 東野田村、武井村、南和泉村、横倉村、横倉新田、雨ヶ谷村、雨ヶ谷新田、向原新田、田間村、塚崎村、土塔村、犬塚村、泉崎村、中久喜村（現小山市）
    - 間々田村 ← 間々田町、東黒田新田、西黒田新田、南飯田村、平和村、乙女村、粟ノ宮村、千駄塚村（現小山市）
    - 野木村 ← 友沼村、潤島村、若林村、佐川野村、南赤塚村、中谷村、丸林村、野木町、野渡村、川田村（現野木町）
    - 生井村 ← 下生井村、白鳥村、★網戸村、★楢木村、★生良村、★上生井村（現小山市）
    - 寒川村 ← 押切村、★中里村、★鏡村、★寒川村、★迫間田村（現小山市）
    - 穂積村 ← 下国府塚村、上国府塚村、上石塚村、下石塚村、大行寺村、萩島村、石上村、塩沢村、間中村（現小山市）
    - 豊田村 ← 大本村、小宅村、黒本村、島田村、小薬村、卒島村、松沼村、荒川村、立木村、渋井村、今里村、上初田村（現小山市）
    - 中村 ← 南小林村、下初田村、大川島村、下泉村、上泉村、★上河原田村、★下河原田村、★小袋村、★井岡村（現小山市）
    - 瑞穂村 ← 横堀村、北武井村、上高島村、牛久村、蔵井村、土与村、川連村、下高島村、真弓村（現栃木市）
    - 水代村 ← 西水代村、西野田村、榎本村、伯仲村、新村（現栃木市）
    - 部屋村 ← 部屋村、緑川村、新波村、石川新田、帯刀新田、西前原村、蛭沼村、富吉村、中根村（現栃木市）
    - 藤岡町（藤岡町が単独町制。現栃木市）
    - 谷中村 ← 内野村、恵下野村、下宮村（現栃木市）
    - 赤麻村 ← 赤麻村、大前村（現栃木市）
    - 三鴨村 ← 甲村、都賀村、太田村、大田和村（現栃木市）
    - 岩舟村 ← 畳岡村、下津原村、静村、鷲巣村（現栃木市）
    - 小野寺村 ← 古江村、小野寺村、三谷村、上岡村、下岡村、新里村（現栃木市）
    - 富山村 ← 富田村、西山田村、下皆川村（現栃木市）
    - 静和村 ← 和泉村、三和村、静戸村、曲ノ島村、五十畑村（現栃木市）
    - 皆川村 ← 皆川城内村、大皆川村、新井村、泉川村、岩出村、志鳥村、小野口村、柏倉村（現栃木市）
    - 吹上村 ← 吹上村、細堀村、木野地村、川原田村、野中村、宮村、千塚村、大森村、仲方村、梓村（現栃木市）
    - 寺尾村 ← 鍋山村、大久保村、尻内村、梅沢村、出流村、星野村（現栃木市）
    - 赤津村 ← 木村、原宿村、臼久保村、大橋村、深沢村、大柿村、富張村（現栃木市）
    - 家中村 ← 合戦場村、升塚村、家中村、平川村（現栃木市）
- 1891年（明治24年）9月15日 - 姿村が廃止され、一部（大字下石橋・上大領・中大領・下大領・東前原および石橋の一部）に石橋町、残部に改めて姿村が発足。（5町31村）
- 1897年（明治30年）7月1日 - 郡制を施行。
- 1906年（明治39年）7月1日 - 谷中村が藤岡町に編入。（5町30村）
- 1922年（大正11年）4月1日 - 間々田村が町制施行して間々田町となる。（6町29村）
- 1923年（大正12年）4月1日 - 郡会が廃止。郡役所は存続。
- 1926年（大正15年）7月1日 - 郡役所が廃止。以降は地域区分名称となる。
- 1937年（昭和12年）4月1日 - 栃木町が市制施行して栃木市となり、郡より離脱。（5町29村）
- 1954年（昭和29年）
  - 3月31日 - 小山町・大谷村が合併して小山市が発足し、郡より離脱。（4町28村）
  - 4月1日 - 国分寺村が町制施行、即日改称して国分寺小金井町となる。（5町27村）
  - 4月29日 - 国分寺小金井町が国分寺町に改称。
  - 9月30日 - 大宮村・皆川村・吹上村・寺尾村が栃木市に編入。（5町23村）
  - 11月3日（5町21村）
    - 壬生町・稲葉村が合併し、改めて壬生町が発足。
    - 石橋町・姿村が合併し、改めて石橋町が発足。
- 1955年（昭和30年）
  - 2月11日 - 穂積村・豊田村・中村が合併して美田村が発足。（5町19村）
  - 3月31日 - 藤岡町・部屋村・赤麻村・三鴨村が合併し、改めて藤岡町が発足。（5町16村）
  - 4月1日 - 赤津村・家中村が合併して都賀村が発足。（5町15村）
  - 4月25日 - 間々田町・生井村が合併し、改めて間々田町が発足。（5町14村）
  - 7月28日 - 南犬飼村が壬生町に編入。（5町13村）
- 1956年（昭和31年）9月30日（5町7村）
  - 桑村・絹村が合併して桑絹村が発足。
  - 寒川村が間々田町に編入。
  - 瑞穂村・水代村・富山村が合併して大平村が発足。
  - 岩舟村・小野寺村・静和村が合併し、改めて岩舟村が発足。
- 1957年（昭和32年）3月31日 - 国府村が栃木市に編入。（5町6村）
- 1961年（昭和36年）
  - 7月1日 - 桑絹村が町制施行して桑絹町となる。（6町5村）
  - 11月3日 - 大平村が町制施行して大平町となる。（7町4村）
- 1962年（昭和37年）4月1日 - 岩舟村が町制施行して岩舟町となる。（8町3村）
- 1963年（昭和38年）
  - 1月1日 - 野木村が町制施行して野木町となる。（9町2村）
  - 4月18日 - 間々田町・美田村が小山市に編入。（8町1村）
  - 11月3日 - 都賀村が町制施行して都賀町となる。（9町）
- 1965年（昭和40年）9月30日 - 桑絹町が小山市に編入。（8町）
- 2006年（平成18年）1月10日 - 石橋町・国分寺町が河内郡南河内町と合併して下野市が発足し、郡より離脱。（6町）
- 2010年（平成22年）3月29日 - 大平町・藤岡町・都賀町が栃木市と合併し、改めて栃木市が発足、郡より離脱。（3町）
- 2014年（平成26年）4月5日 - 岩舟町が栃木市に編入。（2町）

### 変遷表
| 明治22年4月1日 | 明治22年 - 大正15年                                                | 昭和1年 - 昭和19年  | 昭和20年 - 昭和29年          | 昭和31年 - 昭和64年                        | 昭和31年 - 昭和64年          | 平成1年 - 現在              | 現在   |
| -------------- | ------------------------------------------------------------------ | ------------------- | ---------------------------- | ------------------------------------------ | ---------------------------- | --------------------------- | ------ |
| 国分寺村       | 明治29年4月1日 国分寺小金井町に町制改称 同年4月29日 国分寺町に改称 | 国分寺町            | 国分寺町                     | 国分寺町                                   | 国分寺町                     | 平成18年1月10日 下野市      | 下野市 |
| 姿村           | 明治24年9月15日 石橋町                                             | 石橋町              | 昭和29年11月3日 石橋町       | 石橋町                                     | 石橋町                       | 平成18年1月10日 下野市      | 下野市 |
| 姿村           | 姿村                                                               | 姿村                | 昭和29年11月3日 石橋町       | 石橋町                                     | 石橋町                       | 平成18年1月10日 下野市      | 下野市 |
| 野木村         | 野木村                                                             | 野木村              | 野木村                       | 昭和38年1月1日 町制                        | 昭和38年1月1日 町制          | 野木町                      | 野木町 |
| 桑村           | 桑村                                                               | 桑村                | 桑村                         | 昭和31年9月30日 桑絹村 昭和36年7月1日 町制 | 昭和40年9月30日 小山市に編入 | 小山市                      | 小山市 |
| 絹村           | 絹村                                                               | 絹村                | 絹村                         | 昭和31年9月30日 桑絹村 昭和36年7月1日 町制 | 昭和40年9月30日 小山市に編入 | 小山市                      | 小山市 |
| 穂積村         | 穂積村                                                             | 穂積村              | 穂積村                       | 昭和30年2月11日 美田村                     | 昭和38年4月18日 小山市に編入 | 小山市                      | 小山市 |
| 豊田村         | 豊田村                                                             | 豊田村              | 豊田村                       | 昭和30年2月11日 美田村                     | 昭和38年4月18日 小山市に編入 | 小山市                      | 小山市 |
| 中村           | 中村                                                               | 中村                | 中村                         | 昭和30年2月11日 美田村                     | 昭和38年4月18日 小山市に編入 | 小山市                      | 小山市 |
| 間々田村       | 大正11年4月1日 町制                                                | 間々田町            | 間々田町                     | 昭和30年4月25日 間々田町                   | 昭和38年4月18日 小山市に編入 | 小山市                      | 小山市 |
| 生井村         | 生井村                                                             | 生井村              | 生井村                       | 昭和30年4月25日 間々田町                   | 昭和38年4月18日 小山市に編入 | 小山市                      | 小山市 |
| 寒川村         | 寒川村                                                             | 寒川村              | 寒川村                       | 昭和31年9月30日 間々田町に編入             | 昭和38年4月18日 小山市に編入 | 小山市                      | 小山市 |
| 大谷村         | 大谷村                                                             | 大谷村              | 昭和29年3月31日 小山市       | 小山市                                     | 小山市                       | 小山市                      | 小山市 |
| 小山町         | 小山町                                                             | 小山町              | 昭和29年3月31日 小山市       | 小山市                                     | 小山市                       | 小山市                      | 小山市 |
| 壬生町         | 壬生町                                                             | 壬生町              | 昭和29年11月3日 壬生町       | 壬生町                                     | 壬生町                       | 壬生町                      | 壬生町 |
| 稲葉村         | 稲葉村                                                             | 稲葉村              | 昭和29年11月3日 壬生町       | 壬生町                                     | 壬生町                       | 壬生町                      | 壬生町 |
| 南犬飼村       | 南犬飼村                                                           | 南犬飼村            | 南犬飼村                     | 昭和30年7月28日 壬生町に編入               | 昭和30年7月28日 壬生町に編入 | 壬生町                      | 壬生町 |
| 岩舟村         | 岩舟村                                                             | 岩舟村              | 岩舟村                       | 昭和31年4月30日 岩舟村                     | 昭和37年4月1日 町制          | 平成26年4月5日 栃木市に編入 | 栃木市 |
| 小野寺村       | 小野寺村                                                           | 小野寺村            | 小野寺村                     | 昭和31年4月30日 岩舟村                     | 昭和37年4月1日 町制          | 平成26年4月5日 栃木市に編入 | 栃木市 |
| 静和村         | 静和村                                                             | 静和村              | 静和村                       | 昭和31年4月30日 岩舟村                     | 昭和37年4月1日 町制          | 平成26年4月5日 栃木市に編入 | 栃木市 |
| 赤津村         | 赤津村                                                             | 赤津村              | 赤津村                       | 昭和31年9月30日 都賀村                     | 昭和36年11月3日 町制         | 平成22年3月29日 栃木市      | 栃木市 |
| 家中村         | 家中村                                                             | 家中村              | 家中村                       | 昭和31年9月30日 都賀村                     | 昭和36年11月3日 町制         | 平成22年3月29日 栃木市      | 栃木市 |
| 藤岡町         | 藤岡町                                                             | 藤岡町              | 藤岡町                       | 昭和30年3月31日 藤岡町                     | 昭和30年3月31日 藤岡町       | 平成22年3月29日 栃木市      | 栃木市 |
| 谷中村         | 明治39年7月1日 藤岡町に編入                                        | 藤岡町              | 藤岡町                       | 昭和30年3月31日 藤岡町                     | 昭和30年3月31日 藤岡町       | 平成22年3月29日 栃木市      | 栃木市 |
| 部屋村         | 部屋村                                                             | 部屋村              | 部屋村                       | 昭和30年3月31日 藤岡町                     | 昭和30年3月31日 藤岡町       | 平成22年3月29日 栃木市      | 栃木市 |
| 赤麻村         | 赤麻村                                                             | 赤麻村              | 赤麻村                       | 昭和30年3月31日 藤岡町                     | 昭和30年3月31日 藤岡町       | 平成22年3月29日 栃木市      | 栃木市 |
| 三鴨村         | 三鴨村                                                             | 三鴨村              | 三鴨村                       | 昭和30年3月31日 藤岡町                     | 昭和30年3月31日 藤岡町       | 平成22年3月29日 栃木市      | 栃木市 |
| 瑞穂村         | 瑞穂村                                                             | 瑞穂村              | 瑞穂村                       | 昭和31年9月30日 大平村                     | 昭和36年11月3日 町制         | 平成22年3月29日 栃木市      | 栃木市 |
| 水代村         | 水代村                                                             | 水代村              | 水代村                       | 昭和31年9月30日 大平村                     | 昭和36年11月3日 町制         | 平成22年3月29日 栃木市      | 栃木市 |
| 富山村         | 富山村                                                             | 富山村              | 富山村                       | 昭和31年9月30日 大平村                     | 昭和36年11月3日 町制         | 平成22年3月29日 栃木市      | 栃木市 |
| 国府村         | 国府村                                                             | 国府村              | 国府村                       | 昭和32年3月31日 栃木市に編入               | 昭和32年3月31日 栃木市に編入 | 平成22年3月29日 栃木市      | 栃木市 |
| 大宮村         | 大宮村                                                             | 大宮村              | 昭和29年9月30日 栃木市に編入 | 栃木市                                     | 栃木市                       | 平成22年3月29日 栃木市      | 栃木市 |
| 皆川村         | 皆川村                                                             | 皆川村              | 昭和29年9月30日 栃木市に編入 | 栃木市                                     | 栃木市                       | 平成22年3月29日 栃木市      | 栃木市 |
| 吹上村         | 吹上村                                                             | 吹上村              | 昭和29年9月30日 栃木市に編入 | 栃木市                                     | 栃木市                       | 平成22年3月29日 栃木市      | 栃木市 |
| 寺尾村         | 寺尾村                                                             | 寺尾村              | 昭和29年9月30日 栃木市に編入 | 栃木市                                     | 栃木市                       | 平成22年3月29日 栃木市      | 栃木市 |
| 栃木町         | 栃木町                                                             | 昭和12年4月1日 市制 | 栃木市                       | 栃木市                                     | 栃木市                       | 平成22年3月29日 栃木市      | 栃木市 |

## 行政

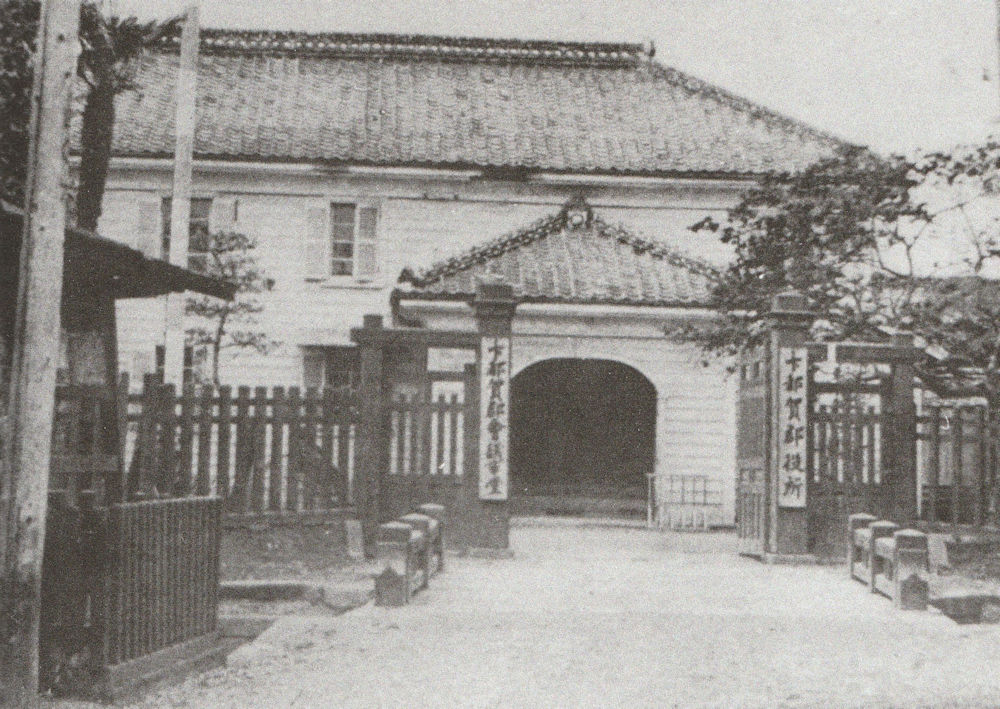
下都賀郡役所

下都賀・寒川郡長→下都賀郡長
| 代 | 氏名 | 就任年月日                | 退任年月日                | 備考                   |
| -- | ---- | ------------------------- | ------------------------- | ---------------------- |
| 1  |      | 明治11年（1878年）11月8日 |                           |                        |
|    |      |                           | 大正15年（1926年）6月30日 | 郡役所廃止により、廃官 |

## 主な観光
- 野木町：野木神社
- 壬生町：壬生寺

## 出身者
- 栃木山守也　-第27代横綱
- 斉藤和義　-ミュージシャン
- 大島優子　-歌手、女優
- 酒井若菜　-女優
- つぶやきシロー -芸人